# Lütow
Lütow är en kommun och ort i Landkreis Vorpommern-Greifswald i förbundslandet Mecklenburg-Vorpommern i Tyskland.
Kommunen ingår i kommunalförbundet Amt Am Peenestrom tillsammans med kommunerna Buggenhagen, Krummin, Sauzin, Wolgast och Zemitz.